# Lingua culli
La lingua culli o culle, chiamata anche ilinga, è una lingua indigena poco documentata, un tempo parlata nelle zone montuose a nord del Perù, nell'area compresa tra la città costiera di Trujillo e il fiume Marañón, un'area che comprende l'interno del dipartimento di La Libertad e le province di Cajabamba e Pallasca; l'area di diffusione di tale lingua è approssimativamente delimitata dal fiume Chicama a nord, dal Santa a sud-ovest e dal Marañón ad est, fino a Huacaibamba. 
L'etnologo Paul Rivet e l'archeologo Henry Reichlen riferirono l'esistenza di questa lingua in alcuni villaggi della provincia di Pallasca ancora alla metà del XX secolo. Quantunque la lingua sia considerata estinta, la possibilità che siano rimasti dei parlanti in qualche villaggio remoto non può essere scartata del tutto.

## Classificazione
A causa della scarsa conoscenza, non è stato possibile classificare in modo definitivo la lingua culli. Greenberg e Ruhlen la inseriscono all'interno del gruppo settentrionale delle lingue andine, insieme alle lingue catacaoane, al leco, al hibito-cholón e al sechura; questa classificazione riflette la discussa ipotesi dell'introduzione di una terza famiglia linguistica, chiamata “amerinda”, che comprende le lingue non appartenenti alla famiglia eschimo-aleutina o na-dené. 
La classificazione di Greenberg e Ruhlen, tuttavia, si basa su un numero limitato di dati e la maggioranza dei linguisti la considerano astratta e criticano il metodo di indagine linguistica effettuato per giungere a tali conclusioni.

## Descrizione linguistica
Il corpo lessicale più antico riguardo alla lingua culli proviene da una lista compilata alla fine del XVIII secolo dal vescovo della diocesi di Trujillo, Baltasar Jaime Martínez Compañón; nel documento compaiono 43 vocaboli in spagnolo, tradotti nelle sette lingue allora parlate nel territorio della diocesi. Ad essa si è aggiunta un'ulteriore lista, compilata all'inizio del XX secolo da un sacerdote di Pallasca, padre Gonzales, che riporta la traduzione di 19 parole, 15 delle quali non comprese nel documento di Martínez Compañón.

### Vocabolario
Della lingua culli si conoscono oggi solo pochissimi vocaboli. Alcuni di essi sono:
- ahhi - donna
- coñ - acqua
- čallua - pesce
- čollapù - morte
- ču - testa
- čuko - terra
- čukuáll - cuore
- gorán - fiume
- kankiù - risata
- keda - lago
- kinù - padre
- kumú - bere
- mú - fuoco
- múñ - luna
- tay - montagna
- urú - albero
- usú - uomo